# Santa María de Huerta
Santa María de Huerta település Spanyolországban, Soria tartományban. Santa María de Huerta Alconchel de Ariza, Sisamón, Arcos de Jalón, Almaluez, Monteagudo de las Vicarías, Monreal de Ariza és Torrehermosa községekkel határos. Lakosainak száma 242 fő (2024).

## Népesség
A település népessége az elmúlt években az alábbi módon változott:
| Lakosok száma | 443  | 419  | 389  | 387  | 352  | 314  | 285  | 266  | 250  | 242  |
|               | 2001 | 2004 | 2007 | 2009 | 2012 | 2014 | 2017 | 2019 | 2022 | 2024 |